# Спальня старшеклассниц
«Спальня старшеклассниц» (фр. Dortoir des grandes) — французская криминальная драма, снятая по роману Станисласа-Андре Стимана «18 призраков» (фр. Dix-huit fantômes).

## Сюжет
В колледже для девушек из богатых семей происходит убийство одной из воспитанниц — Летиции Берг. Её нашли в общей спальне связанной и задушенной. Кроме неё, в спальне находились 17 других воспитанниц, но никто из них не заметил, как произошло убийство. Расследование этого дела поручается инспектору Дезире Марко (Жан Маре). Директор колледжа (Дениз Грей) боится за репутацию своего заведения и пытается убедить инспектора, что убийство совершил незнакомец. Этот вариант её устроил бы больше всего, но у инспектора есть свои версии, проверить которые ему помогает горничная Жюли (Жанна Моро). Сначала он подозревает мать Летиции, которая должна была унаследовать большое состояние, оставленное Летиции её отцом. Затем подозрение падает на владельца фотоателье (Луи де Фюнес), который делал интимные фотографии школьниц. Но неожиданно подруга Летиции рассказывает ему об увлечении Летиции киносъёмкой. Инспектор отправляет плёнку на проявку в надежде, что снятый материал поможет вычислить убийцу…

## В ролях
- Жан Маре — инспектор Дезирэ Марко
- Луи де Фюнес — господин Трибудо, фотограф
- Франсуаза Арнуль — Айми де Ла Капель, ученица
- Дениз Грей — госпожа Азард-Абран, директор колледжа
- Жанна Моро — Жюли, официантка ресторана «La jument verte»
- Ноэль Роквер — Эмиль, патрон ресторана «La jument verte»
- Лин Норо — мадемуазель Бриджит Турнезак, надзирательница колледжа
- Катерин Кат — мадемуазель Клод Персаль, преподаватель колледжа
- Умберто Альмацан — господин Да Коста, клиент ресторана
- Пьер Морен — комиссар Брошь
- Жан Сильвер — начальник почтового отделения
- Дани Каррель — Беттина де Вирман, ученица
- Ив-Мария Морен — мальчик в ресторане
- Давия — мадемуазель Симоне, сержант, преподаватель колледжа
- Эдуард Франкомм — посетитель в ресторане
- Мартина Алексис